# Седми Доктор
Седми Доктор је инкарнација Доктора, протагонисте британске научнофантастичне телевизијске серије Доктор Ху. Глумио га је глумац Силвестер Мекој.
У оквиру приповедања серије, Доктор је вековима стар ванземаљац Временски господар са планете Галифреј који путује кроз време и простор у ТАРДИС-у, често са пратиоцима. На крају живота, Доктор се регенерисао па су се због тога физички изглед и личност Доктора променили. Бејкер приказује шесту такву инкарнацију: надмен и китњаст лик у одећи неусклађених јарких боја чија га дрска и често покровитељска личност издваја од свих његових претходних инкарнација. У регенерацији му претходи Шести Доктор (Колин Бејкер), а следи га Осми (Пол Мекган).
Мекој тумачи Седмог доктора као ћудљивог, промишљеног лика који брзо постаје слојевитији, тајновитији и обмањивији. Његова прва пратитељка била је Мелани Буш (Бони Ленгфорд), рачунарска програмерка која је путовала са његовом претходном инкарнацијом, а коју убрзо наследи проблематична тинејџерка и стручњакиња за динамите Ејс (Софи Алдред), који постаје његова штићеница.
Седми Доктор се први пут појавио на телевизији 1987. Пошто је програм укинут крајем 1989. његове пустоловине су се наставиле у романима све до крајем 1990-их, иако је имао телевизијске наступе у „Тражи свемир“ 1990. и Величинама у времену 1993. Седми Доктор се појавио на почетку филма из 1996. пре него што се лик регенерисао у Осмог Доктора (Пол Мекган).

## Преглед
У својој првој сезони, Седми Доктор је почео као комичан лик, бавећи се дандриризмом („Време и плима топе Снешка Белића“, или када је ортакиња Мел отета, „Птица у руци чува Доктора“), збијајући шале и правећи физичке комедије, али је касније почео да развија мрачнију природу. Ера Седмог Доктора је позната по отказивању Доктора Хуа након 26 година. Такође је позната и по Новим невиним пустоловинама, низу изворних романа објављених од 1992. до 1997. године, чиме се се пустоловине наставила некон телевизијских серијала.
Последње појављивање Седмог Доктора на телевизији било је у телевизијском филму Доктор Ху из 1996. године где се регенерисао у Осмог Доктора кога је играо Пол Мекган. Његова скица се касније може видети у часопису Џона Смита о немогућим стварима у новој епизоди серије из 2007. „Људска природа“. Кратки архивски снимци Седмог Доктора појавили су се као холографски прикази у „Следећем Доктору“ (2008), „Једанаестом часу“ (2010), специјалу поводом 50. годишњице „Дан Доктора“ (2013) и „Било двапут“ (2017) и као бљескови из прошлости у „Имену Доктора“ (2013). Остарели Седми Доктор се такође појавио у два облика у „Моћи Доктора“ (2022).

## Биографија
Када је ТАРДИС напали Рани, Шести Доктор је повређен и приморан да се регенерише. После кратког раздобља пост-регенеративне збуњености и губитка памћења (хемијски изазване од стране Рани), Седми Доктор је осујетио Ранине планове и поново се придружио својој сапутници Мел у чудним пустоловинама у чудном блоку торња и велшком кампу за одмор 1950-их.
На планети Свартос, Мел је одлучила да напусти Докторова због интергалактичког одметника Сабалома Глица. Такође, у то време, Доктору се придружила и тинејџерка Ејс која је остала без времена. Иако то тада није споменуо, Доктор је убрзо препознао да је стари непријатељ из прошле пустоловине, древни ентитет познат као Фенрик, одговоран за Временску олују која је пребацила Ејс из Перивејла из 1980-их у Свартос у далекој будућности. Од овог тренутка постајући све тајновитији и вођенији, Доктор је узео Ејс под своје окриље и почео да је учи о универзуму, све време пазећи на Фенрикову заверу.
Доктор је почео да примењује планскији и проактивнији приступ у победи зла, користећи галифрејански звездани обмањивач по имену Рука Омеге као део сложене замке за Далеке која је довела до уништења њихове матичне планете Скаро. Убрзо након тога, Доктор је користио сличну тактику и још једну реликвију Господара времена да уништи флоту Киберљуди. Осмислио је пад репресивне владе будуће људске колоније у једној ноћи и сусрео се са Боговима Рагнарока у циркусу на планети Сегонакс против којих се очигледно борио током времена. Касније се поново ујединио са својим старим пријатељем, бригадиром Летбриџ-Стјуартом док се борио против снага алтернативне величине на Земљи.
Обмане Седмог Доктора нису биле резервисане за његове противнике. Са циљем да помогне Ејс да се суочи са својом прошлошћу, одвео ју је у викторијанску кућу у њеном родном граду Перивејлу 1883. који је спалила 1983. На крају, Доктор се суочио и победио Фенрика у британској поморској бази током Другог светског рата, откривајући Фенрикову улогу у Ејсиној историји. Доктор је наставио да делује као Ејсин ментор, враћајући је у Перивејл, међутим, она је одлучила да настави да путује са њим. Околности њеног растанка од Доктора нису приказане на телевизији.
Пред крај своје инкарнације, Седмом Доктору је дата одговорност да пребаци остатке свог бившег непријатеља Господара са Скара у Галифреј. Ово се показало као велика грешка. Упркос томе што је имао ограничену физичку форму, Господар је успео да преузме контролу над Докторовим ТАРДИС-ом и натера га да слети 1999. у Сан Франциско где је Доктора упуцала банда. Одведен је у болницу где су хирурзи извадили метке, али су Докторов двоструки откуцај срца помешали са фибрилацијом. Њихов покушај да му спасу живот уместо тога је проузроковао да Доктор "умре" уз последњи потресни врисак. Он је, дакле, једини Доктор који је умро од (несвесне) руке једног од својих сапутника. Можда због анестезије, Доктор се није регенерисао одмах након смрти за разлику од свих претходних прилика. То је на крају било неколико сати касније док је лежао у болничкој мртвачници.
Остарели Седми Доктор се појавио као један од „Чувара ивице“ у загробном животу у Докторовом уму у последњем специјалу Тринаестог Доктора као и холограм који је програмирала сама Докторка у („Моћ Доктора“). Појавио се и као холограм старијој Ејс и она му је опростила све што се догодило.
У Причама о ТАРДИС-у поново се ујединио са старијом Ејс и разговарао о њиховим пустоловинама. Разговарали су и о састанку са Фенриком и обоје су се извинили што су се посвађали. Такође јој је рекао да мора да оде да би постала оно што јесте.
У Времену и Рани (1987), Седми Доктор наводи своје године убрзо након регенерације као „тачно“ 953 године, што указује да је прошло око два века субјективног времена откако је откривено да је његова четврта инкарнација 756 у Операцији Рибос (1978) и отприлике пола века од Откровења Далека (1985) у којем је Шести Доктор навео да је стар 900 година. Касније оживљавање серије је, међутим, у супротности са ранијим епизодама јер се у „Ванземаљцима из Лондона“ (2005) утврђује да је Девети Доктор стар 900 година.

## Личност
Седми Доктор има најдубљу промену у ставу од било које од Докторових инкарнација, почевши од тога да неко неспретан (до мере да се доведе у опасност, али не по цену своје свеукупне велике интелигенције и добронамерних намера) и напредује у надахнућу, мрачни Господар игре чији ће се планови да порази своје противнике, старе и нове, одиграти у простору и времену. Углавном је показивао љубазност, радозналост, образовање, лагодност, узбуђење и очаравајући изглед. Међутим, како је почео да бира своје битке и да чвршће држи своје тајне – од својих планова до самог идентитета – он је такође представљао озбиљније, контемплативније, тајновитије, чезнутљиве и обмањивачке стране са скривеним струјама несташлука и ауторитета (стално дајући утисак да је за њега било више него што се могло видети).
Као нешто попут забављача, Доктор би се понекад понашао као глупан, обично више волећи да обмањује догађајима иза кулиса. Слично као и његова друга инкарнација, био је спреман да изиграва будалу како би преварио своје непријатеље да га потцене, што је неизбежно довело до њиховог пораза од његових руку. Био је вешт физички извођач и користио је репертоар магичних трикова, илузија и уметности бекства у том смислу као део својих планова. Иако су његове очигледније хировите склоности нестале током времена (нарочито његово збијање шала), он је задржао наклоност према идиосинкратичним говорима који су се повремено односили на књижевност, обична места, па чак и храну и пиће усред тежих брига у његовом уму. Био је саосеаћајан према својим пријатељима (па чак и својим непријатељима, као што је Хелен А) и помало меланхоличан с времена на време (као на пример током Мелиног одласка и пре његове одлуке да искорени Далеке), али је сада ставио већи терет на себе у име заштите универзум. То га је можда навело да своје праве намере заогрне загонетком и употребом спретности како доликује његовој наклоности ка перформансу, у ствари, поткопавајући његове безбрижније квалитете како би употпунио и побољшао своје јунаштво и мрачну страну.
С обзиром на изглед и стас Седмог Доктора, он је био изненађујуће способан да посредно и непосредно преузме контролу над стањима у којима су учествовали странци, користећи своју већу интелигенцију за процену и усмеравање догађаја. Забринут за ширу слику, понекад би превидео ситније појединости и његово планирање (и припремљено и сналажење) би понекад имало кобне исходе и последице. Када је деловао да оконча претње, то је обично био немилосрдан, уништитељски и коначан маневар. Такође није био изнад тога да скрива истину од својих пријатеља и савезника и да их користи да доврши своје планове и гамбите.
Његова склоност да свом сапутници Ејсу – као и свима око њих – открије само одабране податке, коришћена је и у њеном образовању и у њиховим пустоловинама, као да је он једини који треба да зна све одговоре, а други да дођу до својих сопствени закључци. У два тренутка је чак злоупотребио Ејсино поверење у њега, једном да би је развио као личност и поново да би је одржао у животу (у оба наврата, ослобађајући је од злих утицаја који су је прогањали током њеног живота), док је у једној од ових пустоловина показао је велике потешкоће да јој призна своје предзнање о озбиљности стања када се она коначно суочила с њим. Упркос својој огромној наклоности према њој и њеној према њему, он ју је често узрујавао својом тајанственом природом свог ванземаљског понашања, великом важности својих циљева (нарочито усредсређености на уништавање непријатеља из своје прошлости) и својом снажном жељом да обоје образовати и штитити би га навело да чак и њу држи у мраку и чак би подредио њена осећања према њему да би успео у њиховим биткама. Њихова блиска, скоро породична веза је вероватно била оно што је Ејс помогло да превазиђе осећања издаје које је понекад осећала према Доктору, посебно зато што је он искрено имао њене најбоље интересе у срцу. У ствари, иако је изгледао као скромна фигура која воли да изводи магичне трикове и показује запажено умеће, Седми Доктор је заправо био прилично моћан и прорачунат јер би користио и своје пријатеље и непријатеље као пијуне у својој сложеној шаховској игри против "зла“. Како је сама Ејс рекла, он је био "добро застран".
У непосредној супротности са његовом трећом инкарнацијом, овај Доктор се потпуно противио насиљу било које врсте (као што је показано у причама као што је Бојно поље где зауставља битку само тако што је наредио ратницима да одустану) и био је потпуно против употребе ватреног оружја ( у мери у којој је 'разговарао' војник који је наредио да га погуби у Извидници среће наглашавајући лакоћу убиства насупрот огромности окончања живота), иако се такође показао способним да доведе човека у несвест додиром (Бојно поље, Преживљавање). У складу са својим устаљеним навикама, користио би справе сопственог изума када је ситуација то захтевала, али никада као свој последњи гамбит. Уместо тога, скоро увек је успевао да наговори своје непријатеље на покорност, често на самоубиство – можда најупечатљивије у Сећању на Далеке где се руга наизглед последњем Далеку који постоји док се не самоуниште или у Духовној светлости где побеђује опасно нестабилну Светлост набијајући лудост покушаја да спречи еволуцију (он користи варијације ове тактике 'разговора са смрћу' у Змајској ватри, Сребрном непријатељу и Проклетству Фенрика, иако првенствено да би обмануо противнике да би јемчио исход у своју корист).
Овај Доктор такође показује чудне и 'ванземаљске' карактеристике поигравајући се перцепцијом својих чула, док мирише јабуку и слуша сир у Преживљавању, и кратко слуша јабуку у Делти и Банерменима. Такође је показивао дар за хипнозу у разним приликама који је изгледао много јачи него у прошлим инкарнацијама (Бојно поље). Највећа представа у галаксији показује да је способан забављач који изводи разне добро познате магичне трикове. У Духовној светлости, он открива да његов љубимац љут као загорени тост, аутобуске станице, неузвраћена љубав, тиранија и окрутност.

## Костим
Докторова одећа у овој инкарнацији била је мирнија од његове претходне одеће, али идиосинкратична као и свака друга. Састојао се од сафари јакне од слоноваче са гримизном пејсли шалом који је носио испод ревера и одговарајуће марамице у левом џепу, ручним сатом окованим на леви ревер, обичне беле кошуље, гримизном пејсли краватом, жуто-браон светло острво-тематски пуловер украшен знаковима питања од трешње и тиркизним цик-цак шарама, кариране панталоне од пешчано-беж твида, беж ципеле за гледаоце, панама шешир у колонијалном стилу од слоноваче са гримизним пејсли траком за шешир, преврнутим ободом и кишобран са црном дршком у облику знака питања. Као и код три друга Доктора у костимима током ере Џона Нејтана-Тарнера, горепоменути знаци питања на Докторовом пуловеру и његовој дршци кишобрана настављају побуду одеће са знаком питања трешње који је уведен у последњој сезони Четвртог Доктора и завршио пре регенерације Седмог Доктора.
Иако наизглед лежерна одећа која је одражавала првобитно лак и ћудљив манир Седмог Доктора, добила је ново светло када је постао више сплеткари и спремнији у својим задацима – да би одразио појаву тајанственијих и мрачнијих аспеката његове личности, његова јакна, трака за шешир, марамица, шал и кравата постали су пригушенији и тамније боје, сада у нијансама бордо и браон. У романима Нових невиних пустоловина, слике Доктора на корицама обично су изостављале пуловер и на крају су га приказивале у крем оделу са једним грудима. На ДВД-у („Светло на тамним местима“) за Духовну светлост, када скреће пажњу на стилски избор наступа у већини серијала без шешира и кишобрана, Силвестер Мекој изражава презир према тој одећи, осећајући да помало умањује расположење приче. Промене у бојама чине Седмог јединим Доктором под Нејтан-Тарнеровим мандатом који је у великој мери променио свој костим. Промене у одећи коју су носила његова три претходна лица током овог раздобља производње су обично биле суптилније и мање вредне пажње. Седмо одело је више пута ревидирано током његове прве сезоне, у почетку је укључивало гримизно/црни карирани шал и бордо нараменице, заједно са кишобраном са дршком од бамбуса.
У ТВ филму Докторов костим се поново променио, вративши се на светлији сако, сада светлосмеђи твид. Нестали су пуловер са знаком питања, кравата с пејзли и кишобран са знаком питања, замењени шкрлатним брокатним прслуком и смеђом/црном краватом са цик-цак узорком. Додат је кестењасти шал. Међутим, Доктор је задржао свој панама шешир.
Доктор је уживао у коришћењу свог шешира, кишобрана и кључа ТАРДИС, између осталог, као физичке реквизите, обично као упадљиве афекте или за привлачење пажње, док је кишобран могао да се користи и за разоружавање и сабијање непријатеља (Рајски торњи, Бојно поље, Духовна светлост, Преживљавање). Као и већина његових претходних инкарнација, и Седми Доктор је у џеповима носио било који број насумичних предмета, укључујући технолошке уређаје и књиге (Змајска ватра, Духовна светлост). Међутим, у паузи од своје прошлости, говорио је са благим шкотским нагласком са преврнутим Р уместо у обрасцима говора примљеног изговора из прошлости.

## Стил прича
У 24. сезони, ера Седмог Доктора почела је безбрижним приступом, са причама попут Делте и Банермена јасно усмерених на млађу публику. Међутим, у последње две сезоне са Ендруом Картмелом као уредником сценарија, приче су убрзо истраживале праву природу Доктора, наговештавајући мрачне тајне у његовој прошлости. У Сребрном непријатељу, леди Пејнфорт наговештава да зна Докторову тајну да буде више него само Господар времена (избрисане сцене из Сећања на Далеке и Преживљавању такође се односе на ово). Сећање је навело Доктора да користи „ми“ када се односи на ране галифрејанске огледе путовања кроз време. Ејс је такође постала жижа посвећеног лука лика који је био постављен од њеног увода па надаље и који је био истакнут током 26. сезоне.
Отказивањем серије, ови догађаји никада нису у потпуности одиграни у телевизијској серији, али су неки од њих откривени у Новим пустоловинама.
Роман Марка Плата Лангбаро се обично сматра закључком „Великог плана Картмела“. У том роману се открива да је Доктор реинкарнација „Другог“ , мрачне фигуре и савременика Расилона и Омеге из Древног Галифреја. Лангбаро је првобитно био намењен за 26. сезону, али је продуцент Џон Нејтан-Тарнер сматрао да открива превише Докторовог порекла. Прерађен је и уместо тога постао Духовна светлост.
Према Мекоју и Картмелу, неколико прича о Седмом Доктору имало је за циљ да сатира или протестује против владавине тадашње председница владе Маргарет Тачер. Мекој је рекао за Недељно време 2010. године: „Идеја да се политика доведе у Доктор Ху је била намерна, али морали смо то да урадимо веома тихо и сигурно нисмо викали на то... Били смо група политички мотивисаних људи и чинило се исправна ствар. У то време Доктор Ху је користио сатиру да стави политичке поруке на начин на који су то радили у местима попут Чехословачке. Наш осећај је био да је Маргарет Тачер била много страшнија од било ког чудовишта на које је Доктор наишао. Сви који су желели да виде поруке видели су их. Други, међу којима и један продуцент, нису." Једна прича за коју се помиње да има анти-Тачерску тему била је Извидница среће у којој је тиранска Хелен А забранила несрећу и приметила „Свиђа ми се ваш подстицај и ваша предусетљивост“ док је њена тајна полиција хватала дисиденте. Доктор је убедио „беспилотне летелице“ које су се правиле у фабрикама и рудницима, да сруше алате и подигну се на устанак, што је одјек обустава рада рудара и спорова штампара током прва два Тачерина мандата. Картмел је окупио неколико „љутих младих писаца“ попут Бена Ароновича и Роне Манро да произведу приче за које су се надали да ће подстаћи неслагање против Тачерове.

## Друга појављивања

### Телевизија
Седми Доктор и Ејс су се два пута појавили на телевизији између времена када је Доктор Ху отказан и телевизијског филма из 1996. године. Први је био 1990. године у посебној унакрсној епизоди ББЦ2 образовног програма Истраживање науке под називом „Истраживање свемира“. У овој епизоди, Доктор је био водитељ квиза, постављајући питања о астрономији, а Ејс, К9 и "Седриц са планете Глурк" су били такмичари. Седми Доктор се затим појавио у добротворном специјалу Величине у времену из 1993. године. Слика Седмог Доктора се накратко појављује у причи о Десетом Доктору „Људска природа“ (2007), у „Дневнику немогућих ствари“ Џона Смита, а његове визије се накратко појављују у „Следећем Доктору“ (2008), „Једанаестом часу“ (2010), „Кошмару у сребрном“ и „Имену Доктора“ (обе 2013). Такође се појавио у специјалу поводом 50. годишњице „Дан Доктора“ (2013) помажући својим прошлим и будућим инкарнацијама да спасу Галифреј из временског рата, а слика остарелог Седмог Доктора појавила се у прелазном квази-загробном животу Тринаестог Доктора. Такође је опонашан у холограму вештачке интелигенције који је програмирала сама Докторка у „Моћи Доктора“ (2022).

### Романи
По завршетку ТВ серије, пустоловине Доктора Хуа настављене су у Новим невиним пустоловинама. Седми Доктор је био тема 60 ових између 1991. и 1997. Романи Невиних сусрећу Седмог Доктора са моћним Времеследом, сложеним планом да промени историју његовог старог непријатеља Монака, суочавајући се са одметнутим путником кроз време Кадиатуом Летбриџ-Стјуартом, тајанственим психичким братством и њиховом улогом у историји Земље, а кулминира повратком у његову породичну кућу на Галифреј који открива појединости о томе како је Доктор уопште напустио Галифреј. Ови романи такође представљају изворне пратиоце, професорку Бернис Самерфилд (која се показала толико популарном да је добила сопствени огранак), Рослин Форестер и Криса Свеја.
Његове пустоловине су се такође појавиле у романима ББЦ-а Прошле Докторове пустоловине. Неке од ових су самосталне приче, али аутори Роберт Пери и Мајк Такер су направили мини серију која истражује Докторово откриће да је Ејс предодређена да умре у својој непосредној будућности и Докторове покушаје да то спречи (као и сукоб са својим непријатељем Долином), постављајући сложено суочавање са уврнутим психопатом Џорџом Лимбом док Лимб злоупотребљава путовање кроз време како би избегао своју судбину да постане Киберчовек.

### Аудио драме
Седми Доктор се појавио у десетинама аудио драма. Приче у овим аудио записима укључују његова путовања са Ејс и медицинским братом Томасом Хектором 'Хексом' Шофилдом (сином младе жене коју Шести Доктор није успео да спаси, а који је био посебно близак својој тадашњој сапутници Евелин Смајт). Његови покушаји били су да промени Елизабет Клајн, нацистичку официрку из алтернативне временске линије, и његову каснију интеракцију са њеним другим ја из ове стварности и повратак Мел док она путује са њим и Ејс.

### Онлајн
Силвестер Мекој је поновио улогу Седмог Доктора 2021. за трејлер који промовише блу-реј издање 24. сезоне заједно са Бони Ленгфорд као Мел.

## Пријем
Мекојева прва сезона у улози Доктора, 24. сезона, добила је лоше критике у то време од стране обожавалаца серије, иако је то била последица горчине и поделе у култури обожавалаца у вези са опхођењем према серији од стране ББЦ-а од паузе 1985. и неправедним давањем отказу Мекојевом претходнику Колину Бејкеру. Штавише, ББЦ је одлучио да закажи серију преко пута Улице крунисања током Мекојевог мандата оставио је утисак да је корпорација „изгубила интересовање за Доктора Хуа[и] намерно га заказала у термину где је готово сигурно да неће привући значајну публику, са циљем да се укине првом приликом. У овом контексту, чињеница да је серија опстала онолико дуго колико је преживела представља значајно достигнуће само по себи." Многи су похвалили серију проналазећи нови стил и напуштајући своју опседнутост постојећим континуитетом и непријатељима који се враћају. Главне критике у то време су биле позитивне: телевизијска критичарка Минет Марин за Дневни телеграф позитивно је реаговала на Мекојев деби Време и Рани: „Нови сценарио је самосвесно ћудљив, скоро самопародирајући: можда ово мало чудно жанр, као и све уметничке форме, у својој касној зрелости гура своје сопствене границе." Пишући за Пошту недељом у новембру 1988, Алан Корен је писао о Сребрном непријатељу: „Не само да је Доктор савремен мега-Мерлин... већ су огреботине у које он упада су огреботине неминовног сада. Могли би се једноставно десити, а руб уверљивости је тамо где је чаролија најмоћнија. Ако можете да савијете релативност и поставите једном давно у време које се још није догодило, онда су могућности, буквално, бескрајне."
До краја двадесет пете сезоне, Шкот је за Највећу представу у Галаксији приметио: „Ко је постао маштовит и веома савремен, а у старој полицијској ложи још има много галактичког посла“. Независност је назвала Духовну светлост најбољом причом о Доктору у деценији. Писац серије Нове пустоловине и серијала ББЦ Велс Пол Корнел назвао је ере Питера Дејвисона и Мекоја за своја два омиљена у часопису Доктор Ху, рекавши о последњем: „Силвестер, из око Делте и Банермена, то што сам био леп и стидљив, сладак и љубазан поново ме је заиста одвукао назад у Доктора Хуа и свидела ми се чињеница да неко враћа Доктора у другом правцу. Дакле, то су заиста моје две ере које дефинишу, Дејвисон и Силвестер." 25. и 26. сезона су сматране за две од најбољих сезона у серији, а посебно су похваљени Сећање на Далеке, Највећа представа у галаксији, Духовна светлост, Проклетство Фенрика и Преживљавање. Ленс Паркин је 2003. написао: „Врло мало обожавалаца Доктора Хуа је требао часопис Звукови да нам каже да је Сећање на Далеке била најбоља прича о Доктору Хуу у дуго, дуго времена... Подсетила је људе колико је Доктор Ху био добар, и само како би опет могло бити добро“.
Године 1990. читаоци часописа Доктор Ху гласали су за Мекојевог Доктора за „најбољег Доктора“, у односу на вишегодишњег миљеника Тома Бејкера. Анкета поводом 35. годишњице из 1998. котирала је Сећање на Далеке као шесту најбољу ТВ причу. Године 2003. за 40. годишњицу Проклетство Фенрика и Сећање на Далеке били су у првих десет, а у последњој ДВМ анкети у целој серији, Сећање на Далеке је заузело десето место.